# Adolf Müller (Entomologe)
Adolf Müller  (* 10. Februar 1888 in Offenbach am Main; † 1976 in Frankfurt am Main) war ein deutscher Arachnologe und Entomologe, der an der Entwicklung des Blausäure-Begasungsverfahrens beteiligt war und zahlreiche Pflanzenschutz-und Schädlingsbekämpfungsmittel entwickelte.

## Leben
Adolf Müller besuchte das Hasselsche Institut, absolvierte anschließend eine Lehre zum Kaufmann und trat 1907 in die „Deutsche Gold- und Silber-Scheide-Anstalt vorm. Roessler“ ein. In der Zeit des Ersten Weltkriegs war er ab 1916 Mitglied der Abteilung für Schädlingsbekämpfung der Degussa und an der Entwicklung des Blausäure-Begasungsverfahrens beteiligt. Er berichtete über die am 21. April 1917 in der Schulzenmühle in Heidingsfeld bei Würzburg mit einem sogenannten Cyanofumer durchgeführte erste deutsche Großraumentwesung (Mühlendurchgasung), beschrieb das Verfahren des bereits wenig später im Mai 1917 in der Mühle von Peter Kölln, Elmshorn (Holstein) angewandten Bottich-Verfahrens und hat sich auch bei der ersten im Hamburger Hafen durchgeführten Schiffsdurchgasung in Deutschland aktiv beteiligt.
Im Herbst 1918 immatrikulierte er sich an der Universität Frankfurt am Main, legte 1919 an der Oberrealschule am Stadthaus in Offenbach die Reifeprüfung ab und promovierte 1921 in Frankfurt mit seiner Dissertation Zur Anatomie des Genus Ischyropsalis C.L. Koch nebst vergleichend-anatomischen Betrachtungen.
Anschließend forschte er auf dem Gebiete der inneren Therapie der Pflanzen, welche den ersten Schritt auf diesem Gebiet und damit eine Vorstufe für die Entwicklung systemischer Insektizide bildeten.
Auf dem 7. Internationalen Kongress für Entomologie in Berlin stellte er am 15. August 1938 seine Erfindung des 1933 in die Praxis umgesetzten ungiftigen Vernebelungsverfahrens zur Vertilgung von Insekten in geschlossenen Räumen mittels des von ihm entwickelten Präparats „Atota“ vor, das bei der Chemischen Fabrik Tempelhof Preuß und Temmler, Berlin-Tempelhof, Oberlandstr. 65, hergestellt wurde.
Im Bereich der Arachnologie beschäftigte er sich im Schwerpunkt mit Spinnentieren aus der Ordnung der Weberknechte (Opiliones) und ist Erstbeschreiber einiger neuer Taxa, wie unter anderem von den Weberknechten Leiobunum japanense (Müller, 1914), Leiobunum japonicum (Müller, 1914) und Marthana nigerrima (Müller, 1916).
Im systematischen und anatomischen Bereich der Entomologie befasste er sich in späteren Jahren vor allem mit Ritterfaltern der Gattung Parnassius Latreille, 1804.
1941 stiftete Adolf Müller während seiner Zeit in Berlin (Tempelhof) zusammen mit Otto Bang-Haas und Manfred Koch eine nach Johann Christian Fabricius benannte Medaille, die satzungsgemäß an den Verfasser der besten deutschsprachigen entomologischen Veröffentlichung des Jahres oder an einen besonders verdienten deutschsprachigen Wissenschaftler für sein Gesamtwerk verliehen wird. Die Verleihung der Fabricius-Medaille erfolgt bis heute und wird durch die Deutsche Gesellschaft für allgemeine und angewandte Entomologie vorgenommen, seit 1989 regelmäßig in Jahren mit ungerader Jahreszahl.
Er war seit 1907 Mitglied und wurde 1917 zum Mitarbeiter der in diesen Jahren vom Frankfurter Neurologen August Knoblauch als Direktor geleiteten Senckenbergischen Naturforschenden Gesellschaft ernannt, mit deren Eisernen Medaille er ausgezeichnet wurde. In Würdigung seiner Verdienste auf dem Gebiete der angewandten und allgemeinen Entomologie wurde Adolf Müller zum Korrespondierenden Mitglied des Entomologischen Vereins »Apollo« (Frankfurt a. M.) ernannt. Im Jahr 1958 wurde er mit dem Verdienstkreuz I. Klasse des Verdienstordens der Bundesrepublik Deutschland ausgezeichnet.
Prashant P. Sharma, Adriano B. Kury und Gonzalo Giribet benannten 2011 ihm zu Ehren den Weberknecht Zalmoxis muelleri Sharma, Kury & Giribet, 2011 (= neuer Name für Zalmoxis neoguinensis Müller, 1917).

## Schriften (Auswahl)
- Die Afterspinnen. In: Entomologische Zeitschrift, 27, 1913, S. 153–154 (zobodat.at [PDF]).
- Eine neue Liobunumart. In: Zoologischer Anzeiger, 43, 10, Jena 1914, S. 448–449 (biodiversitylibrary.org)
- Zur Kenntnis des ♀ von Liobunum hassiae Ad. Müll. In: Zoologischer Anzeiger, 46, 13, Jena 1916, S. 399–400 (zobodat.at [PDF]).
- Eine neue Opilionidenart aus Frankfurts Umgebung. In: Bericht über die Senckenbergische naturforschende Gesellschaft, 1916, S. 183–188 (zobodat.at [PDF]).
- Einige neue Gonyleptiden. In: Zoologischer Anzeiger, Jena, 49, 4, Jena 1917, S. 89–94 (zobodat.at [PDF]).
- Ein neuer Opilionide von Neuguinea. In: Zoologischer Anzeiger, 48, 10, Jena 1917, S. 299–301 (zobodat.at [PDF]).
- Ein Beitrag zur Kenntnis der Weibchen der Subfamilie Phalangiini (Genera mit sekundärem Geschlechtsdimorphismus). In: Zoologische Jahrbücher. Abteilung für Systematik, Geographie und Biologie der Tiere, 41, 1918, S. 535–580 (zobodat.at [PDF]).
- Zur Kenntnis der Opilionenfauna des Urwaldes von Bialowies. In: Abhandlungen der Senckenbergischen Naturforschenden Gesellschaft, 37, 1920–1921, S. 69–82 (zobodat.at [PDF]).
- mit Walter Rasch: Schädliche Insekten und Nager. Deutsche Gesellschaft für Schädlingsbekämpfung, Frankfurt am Main 1922
- Zur Kenntnis der Jugendformen einiger Opilioniden. In: Senckenbergiana, 4, 1/2, 1922, S. 20–37 (archive.org)
- Zur Anatomie einiger Arten des Genus Ischyropsalis C.L. Koch nebst vergleichend-anatomischen Betrachtungen. In: Zoologische Jahrbücher, Abteilung für Anatomie und Ontogenie der Tiere, 45, Jena 1924, S. 405–518.
- Zur Kenntnis der Jugendformen einiger Opilioniden. In: Senckenbergiana, 7, 1/2, 1925, S. 210–224 (PDF)
- Die innere Therapie der Pflanzen, Mit einem Vorwort von Prof. Dr. F. Stellwaag, Neustadt a. H. (= Zeitschrift für angewandte Entomologie, 12, Beiheft 8), Paul Parey, Berlin, 1926 Volltext bei archive.org
- Über ein ungiftiges Verfahren zur Bekämpfung von Vorratsschädlingen. In: Karl Jordan und Erich Martin Hering (Hrsg.): VII. Internationaler Kongress für Entomologie, Verhandlungen, Band IV, 1939, S. 2867–2871 (biodiversitylibrary.org).
- 25 Jahre Blausäure-Durchgasung in Deutschland. In: Der praktische Desinfektor, Heft 3, März 1942
- Zur Morphologie der Schuppen des Flügelrandes einiger Arten der Gattung Parnassius Latr. (Lep.). In: Mitteilungen der Münchner Entomologischen Gesellschaft, 046, 1956, S. 311–317 (zobodat.at [PDF]).
- Zur Morphologie der Schuppen des Flügelrandes einiger Arten der Gattung Parnassius Latr. (Lep.). In: Mitteilungen der Münchner Entomologischen Gesellschaft, 047, 1957, S. 200–222 (zobodat.at [PDF]).
- Die Borsten der Flügel, ein für die Parnassiinae (Lep.) neues morphologisches Merkmal. In: Mitteilungen der Münchner Entomologischen Gesellschaft, 056, 1966, S. 1–103 (zobodat.at [PDF]).
- Berichtigung: Die Borsten der Flügel, ein für die Parnassiinae (Lep.) neues morphologisches Merkmal. In: Mitteilungen der Münchner Entomologischen Gesellschaft, 058, 1968, S. 35. (zobodat.at [PDF]).